# برايان سميث
برايان سميث (بالإنجليزية: Brian Smith)‏ (و. – م) هو، من المملكة المتحدة.

## مناصب
تولى منصب عميد.